# Lövsjösjön
Lövsjösjön är en sjö i Örnsköldsviks kommun i Ångermanland och ingår i Nätraåns huvudavrinningsområde. Sjön har en area på 0,907 kvadratkilometer och ligger 93 meter över havet. Sjön avvattnas av vattendraget Noretbäcken.

## Delavrinningsområde
Lövsjösjön ingår i det delavrinningsområde (702371-162932) som SMHI kallar för Utloppet av Lövsjösjön. Medelhöjden är 128 meter över havet och ytan är 5,64 kvadratkilometer. Räknas de 5 avrinningsområdena uppströms in blir den ackumulerade arean 45,12 kvadratkilometer. Noretbäcken som avvattnar avrinningsområdet har biflödesordning 2, vilket innebär att vattnet flödar genom totalt 2 vattendrag innan det når havet efter 32 kilometer. Avrinningsområdet består mestadels av skog (55 procent) och jordbruk (13 procent). Avrinningsområdet har 0,9 kvadratkilometer vattenytor vilket ger det en sjöprocent på 16 procent.